# Muara Manompas
Muara Manompas is een bestuurslaag in het regentschap Tapanuli Selatan van de provincie Noord-Sumatra, Indonesië. Muara Manompas telt 2216 inwoners (volkstelling 2010).